# Чампаи, Мерседес
Мерседес Чампаи (нем. Mercedesz Csampai) — шведская и российская певица, актриса мюзиклов, отличающаяся своим мастерским исполнением ролей на оригинальных языках, свободно владеющая: шведским, английским, немецким, русским и венгерским.
Талант этой молодой певицы оценил Бьорн Ульвеус — шведский певец, музыкант, композитор и музыкальный продюсер группы АВВА, и пригласил Мерседес в его новую постановку «Mamma Mia The Party» в Стокгольме сыграть роль гречанки Константины.
В Германии Мерседес Чампаи стала знаменитой благодаря мюзиклу «Танец вампиров», в котором дебютировала на сцене Берлинского театра Theater des Westens в роли Сары в январе 2013 года. С этого времени Мерседес уже удалось сыграть 12 главных ролей на сценах ведущих театров Европы и России.
В 2021 году Мерседес Чампаи озвучила последние серии «Рапунцель» — роль Кассандры в шведской версии телесериала Диснеевского мультфильма «Запутанная История» (с 2017 г.).
 И начала работу над новым сериалом Диснея.
В феврале 2022 года Мерседес завершила работу в Лондоне, где она играла Иохаведу в мюзикле «Принц Египта» Стивена Шварца, а также, Мириам. Премьера мюзикла состоялась в феврале 2020 на сцене театра Доминион, в Вест-Энде — в Лондоне с грандиозным открытием в Британском Музее — Египетском зале.
15 марта 2020 года журнал Playbill объявил, что запись актёрского состава постановки мюзикла «Принц Египта» Вест-Энда будет вскоре осуществлена компанией Ghostlight Records. CD был выпущен 3 апреля 2020 г. с Мерседес Чампаи в роли Иохаведы. Альбом был номинирован на премию Грэмми 2021 года как лучший музыкальный театральный альбом.
```
В настоящий момент 03.2024  Мерседес Чампаи играет роль 
Марии Магдалины
 в мюзикле «
Иисус Христос — суперзвезда
» на сцене государственного театра в городе 
Детмольде
, 
Германия
. Премьера состоялась 24 апреля 2022, а также,  
Сюзен в мюзикле "Tик, Tик... БУМ!" в
 Malmö Stadsteater в городе Мальмё-Швеция
```

## Биография[когда?]
Имеет русские и венгерские корни. Мерседес с детства занималась танцами и музыкой, её родители артисты и музыканты: мама — оперная певица, а отец — скрипач. Закончила в Стокгольме специальную детскую музыкальную академию , после колледж по классу фортепиано и скрипки  и продолжила своё образование как актриса мюзикла в Музыкальной Академии Performing Arts School  в Гётеборге. Она смогла усовершенствовать свой актёрский талант в Лондоне, принимая участие в различных театральных мастерских британского актёра и режиссёра Чарльза Дэнса и в Академии Актёрского Мастерства и Режиссуры. В юности Мерседес играла в нескольких постановках в Стокгольме: «Король Лев», «Оливер Твист», снялась в шведском фильме «Меня звали Сабина Шпильрейн» (2002), в роли молодой Сабины: Mitt namn var Sabina Spielrein.
Дебют Мерцедес в роли Сары в мюзикле «Танец вампиров» в «Театер дес Вестенс» (Theater des Westens) 25 января 2013 года дал толчок началу её карьеры как певицы мюзиклов, так как Мерседес Чампаи и раньше занималась классическим вокалом и джазом, а также пела роковые партии в различных шоу и концертах в Швеции. Она одна из не многих, кто за полгода имел шанс сыграть с шестью графами фон Кролок: Дрю Сарич, Кевин Тарт, Ян Амманн, Иван Ожогин, Флориан Сойка, Филипп Хэгель.
После Берлина Мерседес пригласили в Москву работать в мюзикле «Русалочка», шедшем в Москве в 2012—2014 гг. Она была дублёром Ариэль, а также исполняла роли Акваты, Аристы, Аттины, Аделы и Аланы.
С февраля 2014 года в Мерседес получила возможность сыграть свою любимую роль Эпонины на датском языке в мюзикле «Отверженные» на сцене The Aarhus Theatre в Орхусе.
Мечта Мерседес Чампаи сбылась, когда она вышла на сцену в роли трогательной Кристин в мюзикле «Призрак Оперы» в Москве (2014—2015), удивив публику своей великолепной классической вокальной техникой и талантом драматической актрисы.
Талант этой молодой певицы оценил Бьорн Ульвеус (АВВА) и пригласил Мерседес в его новую постановку «Mamma Mia The Party» сыграть роль гречанки Константины  Действие происходит греческой таверне Тироль 2015—2018 TV 4 Стокгольм (
Роль юной Сары, принесшая Мерседес колоссальный успех в 2013 на сцене дес Вестенс театра в Берлине, привела её в 2017 году в театр Санкт-Галлен в Швейцарии в новый творческий состав, где она вдохновляла зрителей неординарным исполнением современной Сары в новой версии Танца Вампиров.
Ещё одна долгожданная роль из классического репертуара — это Мария «Вестсайдская история»  Леонарда Бернстайна, была неоднократно сыграна Мерседес Чампаи летом 2017 в Мекленбургском театре города Шверин (Германия). Премьера состоялась 30 июня 2017 
Взрыв восторга вызвала сыгранная Мерседес роль Эсмеральды в мюзикле «Горбун из Нотр-Дама» (2018—2019)  Актриса глубоко поразила публику своей грациозностью в танце, драматичностью в голосе и актёрской игре на сцене немецкого театра Stage Apollo Theater (Germany) в Штутгарте  Премьера состоялась 18 февраля 2018.
Блистательно (по контрасту) были сыграны Мерседес роли Индиго и Джины в мюзикле — шоу «Paramour» («Любовники») на сцене немецкого театра — Stage Theater Neue Flora в Гамбурге (2019)

## Мюзиклы
1. 2013 — Танец вампиров — Бал Вампиров — Сара / Theater des Westens (Берлин — Генрмания)
2. 2013 — Русалочка — дублер Ариэль; свинг /Театр Россия (Москва — Россия)
3. 2014 — Отверженные — Эпонина[6][7]/ Aarhus Teater (Орхус — Дания)
4. 2014, 2015 — Призрак Оперы — Кристин Даэ, ансамблевые роли / Театр МДМ (Москва — Россия)
5. 2016 — Душа прерий — Спирит — Spirit (Spirited Away — new animated series) — Dream Works Animation — озвучивание вступительной заглавной песни «Riding Free» (шведская версия)
6. 2016, 2017, 2018 — Мама Мия! Парти / «Mamma Mia! The Party» — Константина[8][9] / Тироль — Tyrol (Стокгольм — Швеция)
7. 2017 — Бал Вампиров — Сара / Театр Санкт Галлен (Санкт Галлен — Швейцария)
8. 2017 — Вестсайдская История — Мария[10] / Alten Garten (Шверин — Германия)
9. 2018, 2019 — Горбун из Нотр-Дама — Эсмеральда[11][12] / Stage Apollo Theater (Штутгарт — Германия)
10. 2019 — Любовники «Paramour» «Cirque du Soleil» — Индиго; Джина / Stage Theater Neue Flora (Гамбург — Германия)
11. 2017, 2018, 2019, 2020, 2021 — Озвучивание персонажа — Кассандра — шведская версия. Телевизионная серия — «Рапунцель: Запутанная история» (Walt Disney) / (Стокгольм — Швеция)
12. 2020 — Принц Египта (Премьера — 25 февраля) — Иохаведа; Мириам (дублер) / West End — Dominion Theatre (Лондон — Англия)
13. 2021 — 08.01.2022 Принц Египта — Иохаведа; Мириам / West End — Dominion Theatre (Лондон — Англия)
14. 15 марта 2020 года журнал Playbill объявил, что запись актёрского состава постановки Вест-Энда будет выпущена Ghostlight Records. CD был выпущен 3 апреля 2020 г.[13] с Мерцедес Чампаи в роли Иохаведы. Альбом был номинирован на премию Грэмми 2021 года как лучший музыкальный театральный альбом[14]
15. 24.04.2022 — 03.2024 — Иисус Христос — суперзвезда — Мария Магдалина / Landestheater (Детмольд и турнэ — Германия)
16. 06.2022 — 12.2022 — Mamma Mia! The Party — Константина / Рондо — Лиссеберг (Гетеборг — Швеция)
17. 11.2022 — 26.06.2023 — Кордебалет — Линия хора — Диана Моралес / Stadsteater (Стокгольм — Швеция)[15]
18. 08.2023 — 31.12.2023 Waitress / Официантка (Премьера 15 сентября 2023) — Дженнa Хантерсон; 08.2023 — 31.12.2023 / Östgötateatern (Но́ррчёпинг); Stora teatern (Линчепинг — Швеция)[16]
19. 10/2023 Принц Египта Прямой эфир c Вест-Энда — Иохаведа;/ West End — Dominion Theatre (Лондон — Англия) -сценическая запись мюзикла, основанного на фильме Dream Works Animation 1998 года
20. 02/01-2024 — 23/03-2024: «Tик, Tик… БУМ!» — Сюзен Malmö Stadsteater, Мальмё — Швеция